# Неджев-Перший
Неджев-Перший (пол. Niedrzew Pierwszy) — село в Польщі, у гміні Стшельці Кутновського повіту Лодзинського воєводства.
Населення — 313 осіб (2011).
У 1975-1998 роках село належало до Плоцького воєводства.

## Демографія
Демографічна структура станом на 31 березня 2011 року:
|          | Загалом | Допрацездатний вік | Працездатний вік | Постпрацездатний вік |
| -------- | ------- | ------------------ | ---------------- | -------------------- |
| Чоловіки | 150     | 27                 | 105              | 18                   |
| Жінки    | 163     | 34                 | 89               | 40                   |
| Разом    | 313     | 61                 | 194              | 58                   |